# Camera dei rappresentanti dell'Illinois
La Camera dei rappresentanti dell’Illinois è la camera bassa della Assemblea generale dell'Illinois. Essa si riunisce, insieme al Senato, nel Campidoglio dello Stato dell’Illinois. 
È composta da 118 membri, e ognuno di essi viene eletto ogni due anni. I rappresentanti non sono soggetti a un numero di mandati.

## Curiosità
Il suo rinnovo nel 1964 fu una delle più complicate elezioni politiche della storia americana, causato dall'incapacità dei legislatori di ridisegnare i distretti elettorali statali.